# El martirio de san Lorenzo (Tiziano)
El martirio de San Lorenzo es una composición del pintor Tiziano de la cual existen dos versiones al óleo sobre lienzo: una de 1558, conservada actualmente en la Iglesia de los Jesuitas de Venecia, y otra realizada una década después, que cuelga en el monasterio de El Escorial. De acuerdo a la iconografía habitual, la escena muestra al santo siendo quemado en la parrilla, en una escena dramática. Un verdugo le pincha con un bidente, mientras otro acarrea más leña para el fuego. El claroscuro plasma con acierto la ambientación nocturna, de la penumbra sólo rota por la luz de las llamas y antorchas.

## Segunda versión
La rápida fama que la versión de los Jesuitas alcanzó llevó a Felipe II de España a encargar al artista una segunda versión para el altar mayor de la basílica de El Escorial. Dicha obra, con algunas variantes, la pintó Tiziano unos diez años después y la envió al monasterio en 1567, pero por sus tonalidades oscuras no lucía bien colgada a la altura prevista, y fue colocada en la llamada iglesia vieja o de prestado, donde continúa.

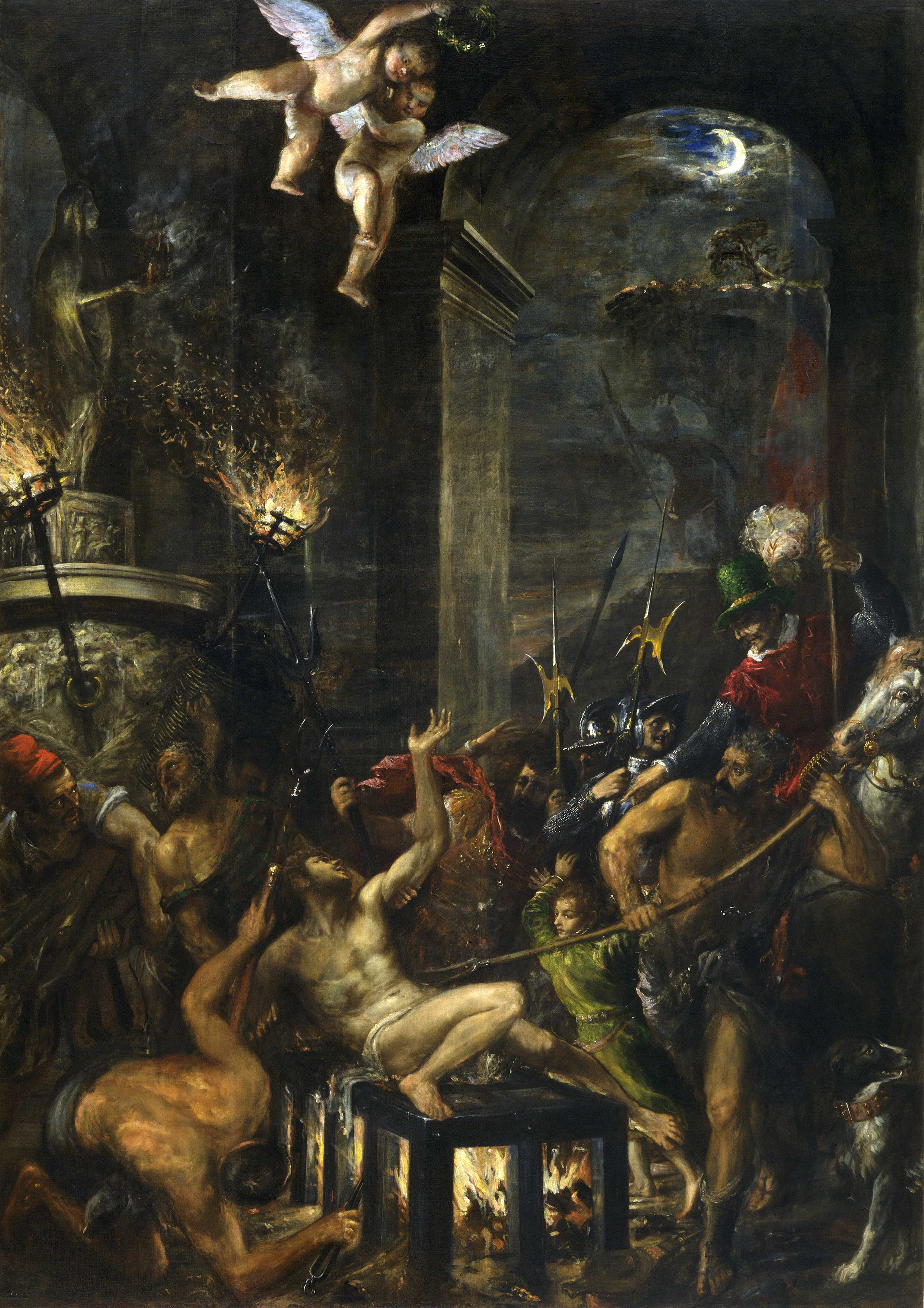
Segunda versión, conservada en El Escorial.

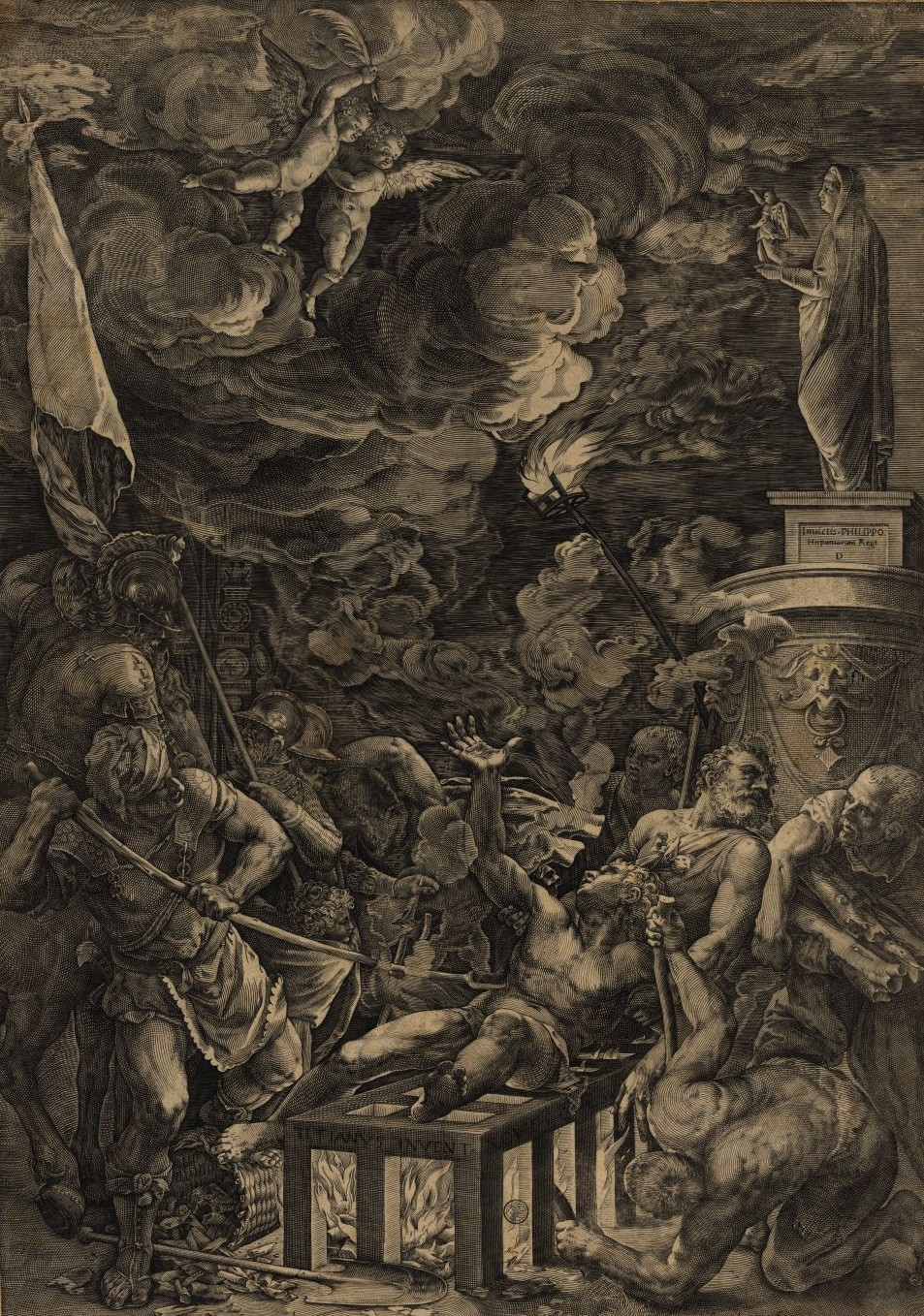
Grabado de Cornelis Cort que reproduce la composición, fusionando detalles diferentes de las pinturas conservadas en Venecia y El Escorial.

## Copia grabada
Cornelis Cort realizó en 1571 un grabado a buril de esta composición a partir de un dibujo probablemente del propio Tiziano fusionando detalles particulares de los cuadros de Venecia y El Escorial sin ser copia de ningunos de ellos, sustituyendo los fondos arquitectónicos presentes en los óleos por un celaje turbio de humo y nubes, probablemente por haberlo juzgado más apropiado para la técnica del grabado. Como era habitual en los grabados de reproducción, la estampa muestra la imagen invertida. Hay que precisar que -de manera atípica- Cort grabó dos matrices de la misma imagen, casi idénticas, que se diferencian por una variación en la dedicatoria a Felipe II en latín que figura inscrita a la derecha, en el pedestal de la estatua: en un grabado se lee «invictis» y en el otro «invictiss» con dos S. Estos dos grabados constan en el catálogo de Hollstein con los números 126 y 127, respectivamente. Existen además varias copias, algunas anónimas en sentido inverso al original de Cort, lo mismo que la firmada por Matthaeus Greuter, y oras en el mismo sentido, como la firmada por Paulus Mondekens  o la versión reducida y ampliada ligeramente a los lados —para completar la grupa del caballo y del verdugo situado a la derecha—, grabada por Aegidius Sadeler.
En una carta de la época se alude a que Tiziano remitió dos impresiones del grabado de Cort a Felipe II, y una de ellas ha de ser la conservada en los aposentos del monarca en el Monasterio de El Escorial, que está estampada sobre tela de tafetán. Otros numerosos ejemplares del grabado se hallan desperdigados entre los principales museos y bibliotecas de Europa y América.